# Ásí
Ásí (arabsky نهر العاصي‎ [Nahr al-Ásí], turecky Asi Nehri, v antickém období řecky Orontes) je řeka v Libanonu, Sýrii a Turecku. Je dlouhá 571 km. Povodí má rozlohu 22 300 km².

## Průběh toku
Pramení u vesnice Labúe v údolí Bikáa v Libanonu. Na území Sýrie protéká přes jezero Homs o rozloze 60 km² a poté dnem bažinatého údolí Gab. V Turecku pokračuje kotlinou jezera Amik, se kterým je spojena průtokem. Ústí do zálivu Antakya Středozemního moře

## Vodní režim
Průměrný roční průtok vody činí 80 m³/s. Nejvodnější je v zimě.

## Využití
Využívá se na zavlažování. Leží na ní města Hirmil (Libanon), Homs, Rastán, Hamáh, Suqailibíja, Gísr as-Sugúr (Sýrie), Antakya, Samandag (Turecko).